# Киреев, Александр Юрьевич
Александр Юрьевич Киреев (род. 6 ноября 1980, Алушта) — российский певец, музыкант, композитор и телеведущий.

## Биография
Родился 6 ноября 1980 года в Алуште, где провёл детство. С ранних лет проявлял творческие способности: играл в постановках школьного театра, сочинял и пел песни в группе «ТриЭс», пел в церковном хоре. Неоднократно становился лауреатом и призёром региональных и международных конкурсов молодых исполнителей. Окончил музыкальную школу по классу скрипки и фортепиано.
В 19 лет переехал в Москву. Пел в ресторанах, а в свободное время занимался написанием песен.
В 2001 году поступил в Московский государственный университет культуры и искусств на факультет режиссуры.
В 2003 году прошёл кастинг на проект «Фабрика звёзд — 3» и стал его участником. Занял в финале 2 место. За время пребывания на проекте написал и исполнил песни «Ночь любви», «Маленький мальчик», «Мир, который подарил тебя», «Саша + Маша», а также стал соавтором музыки к песне Дмитрия Голубева «Задержаться и замерзнуть в облаках».
С 2004 по 2006 год выступал в составе группы «К.Г.Б.» (Александр Киреев, Дмитрий Голубев и Роман Барсуков). Является автором основных хитов группы — «Саша + Маша», получивший премии «Стопудовый хит» и «Бомба года», «Пять дней любви», «Я тебя не отдам» (кавер-версия песни Nana «I remember the time») и других.
В 2005 году в составе группы «К.Г.Б.» принимал участие в национальном отборе на конкурс «Евровидение-2005» с треком авторства Виктора Дробыша и Mary Applegate «Stop!». Позже в русском варианте песню стал исполнять Григорий Лепс («Я тебя не люблю»).
В 2006 году, после ухода из группы, начал сольную карьеру. В 2007 году выпустил первый сольный сингл «Ревнуя и любя» с будущего альбома «Биение сердца».
В сентябре 2007 года стал победителем конкурса молодых исполнителей «Пять звёзд» на Первом канале в номинации «Приз зрительских симпатий».
В 2008 году на лейбле CD Land Group выпустил дебютный альбом «Биение сердца», записанный и спродюсированный в Финляндии на студии Helsinki Records.
С 2007 по 2013 год был ведущим детской шоу-игры «Вопрос на засыпку» на телеканалах «Теленяня» и «Карусель», а затем — программу «Идеальная няня» на телеканале «Мама».
В 2011 году в качестве приглашённого продюсера работал с женской поп-группой «АЖУР», для которой написал несколько песен и снял ряд клипов («Очки от Гучи», «Кошки-мышки» и другие).
В 2012 году выпустил дуэтный сингл с Ириной Ортман «Навсегда».
В 2014 году участвовал в «Культурной Олимпиаде», написав песню «2014», с которой выступал на мероприятиях Олимпиады в Москве и Сочи с детским театром песни «Домисолька».
В 2014 году взял творческий отпуск и занялся бизнесом.
В 2017 году вернулся к творческой деятельности и выпустил сингл «Невозможно». В декабре 2017 года вместе с участниками «Фабрики звёзд» выпустил песню «Новый год».
В 2018 году вместе с Юлией Михальчик и Никитой Малининым выпустил трек «Прости меня».
В 2022 году выпустил песню «Не говори прощай», занявшую 5 место в чарте Deezer.
В 2022 году вошёл в состав жюри телешоу «Ну-ка, все вместе».
В 2023 году выпустил песни «Время не лечит» и «Покажи мне свой мир».
В качестве композитора писал песни таких исполнителей как Вадим Казаченко («Никто, кроме тебя»), группа «Тутси» («От тебя до меня»), Янне Тулкки и других.
С 2009 года поддерживает творческий коллектив детей и молодёжи с нарушениями слуха «Ангелы надежды». Для них он написал и исполнил 2 песни: «Ангелы надежды» в 2009 году (дуэт с Дианой Гурцкая) и «Свет надежды» в 2020 году (трио с Ириной Ортман и Маргаритой Позоян).

## Личная жизнь
В 2005 году женился на Арине Киреевой, с которой познакомился в 2004 году в Краснодаре во время гастрольного тура «Фабрика звёзд-3. Финал в твоем городе». В 2011 году у них родился сын Лукьян, а в 2018 году — дочь Стефания.

## Дискография

### Альбомы
- 2008 — «Биение сердца»

### Синглы
На «Фабрике звёзд-3»
- 2003 — «Саша + Маша» (с Дмитрием Голубевым и Романом Барсуковым)
- 2003 — «Ночь любви»
- 2003 — «Мир, который подарил тебя»
- 2003 — «Маленький мальчик»
- 2003 — «Время» (с Юлией Михальчик)

В составе группы «К.Г.Б.»
- 2004 — «Пять дней любви»
- 2005 — «Nothing to me»
- 2005 — «Stop!»
- 2005 — «Стоп!»
- 2005 — «Несерьёзно»
- 2005 — «Горький шоколад» (с группой «Тутси»)
- 2005 — «Я тебя не отдам»
- 2006 — «Мы победим!»

Сольно
- 2007 — «Ревнуя и любя»
- 2007 — «Биение сердца»
- 2009 — «Море-море»
- 2009 — «Ангелы надежды» (с Дианой Гурцкая)
- 2010 — «У неба на краю»
- 2011 — «Чудо в Новый год»
- 2012 — «Белый снег»
- 2012 — «Навсегда» (с Ириной Ортман)
- 2014 — «2014»
- 2017 — «Невозможно»
- 2017 — «Новый год» (с участниками «Фабрики звёзд»)
- 2018 — «Какого июля, Юля?!»
- 2018 — «Прости меня» (с Юлией Михальчик и Никитой Малининым)
- 2018 — «Девочка-Весна»
- 2020 — «Маме»
- 2020 — «Деда, спасибо тебе за Победу!»
- 2020 — «Поиграй со мной»
- 2020 — «Зеркало»
- 2020 — «Снова в школу»
- 2020 — «Свет надежды» (с Ириной Ортман и Маргаритой Позоян)
- 2021 — «Не говори прощай»
- 2021 — «Что на Новый год хочу я»
- 2023 — «Время не лечит»
- 2023 — «Покажи мне свой мир»

## Клипы
- 2010 — «У неба на краю» (режиссёр Евгения Полтавская)[27]
- 2012 — «Навсегда» (режиссёр Георгий Волев)
- 2017 — «Невозможно» (режиссёр Александр Киреев)

## Награды
- 2003 — Премия «Высшая лига» за лучший дуэт («Время»)
- 2004 — Премии «Стопудовый хит» от Хит FM и «Бомба года» от Динамит FM («Саша + Маша»)[28]